# Ero e Leandro
Ero e Leandro ("Hero i Leandre") també coneguda per Qual ti reveggio, oh Dio (HWV 150), és una cantata en llengua italiana de George Frideric Händel. Fou composta el 1707 durant la seva estada a Roma. Està en italià, i el llibret es creu que és del Cardenal Pietro Ottoboni, un important mecenes de les arts a Itàlia.
És l'única de les cantates conegudes de Händel que, amb certesa raonable, se sap que va ser composta durant el patronatge del Cardenal Pietro Ottoboni. Händel va escriure moltes cantates per a ell i, a més d' Ero e Leandro, no es coneix prou bé quines altres ho són. Fou publicada per primera vegada el 1999 com a part del Hallische Händel-Ausgabe, projecte per crear una edició completa de tot de les obres de Händel. Apareix a Georg Friedrich Händel. Kantaten mit Instrumenten, III: HWV 150, 165, 166, 170, 171, 173.

## Argument
Es basa en el mite grec d'Hero i Leandre, i una soprano solista és la que fa el paper d'Ero. Ero troba al seu amor, Leandro, que ha mort ofegat; desesperada, s'arrenca els cabells, rebutjant simbòlicament la bellesa que havia provocat la fascinació de Leander per ella (i, per tant, que provocà la seva mort), i després es suïcida ofegant-se també al mar.

## Anàlisi musical
L'obra està escrita per a soprano sola (sense altres cantants), i una orquestra petita que consisteix en dos oboès, i dues seccions de corda: un concertino de violí solista i violoncel, i un concerto grosso amb dos violins, una viola, i baix continu. A Ero e Leandro, els recitatius alternen amb les àries, fet habitual en les cantates però també en obres similars com en oratoris i òperes. Tanmateix, excepcionalment, Ero e Leandro acaba al final amb un recitatiu, en lloc d'una ària.
Ero e Leandro és del primer període compositiu de Händel, quan quan havia anat a viure a Itàlia el 1706, i reemplaçava el seu estil germànic del seus inicis com a compositor per l'estil italià que utilitzaria a partir d'aquell moment. La música d'Ero e Leandro seria reutilitzada per Händel en composicions posteriors: així la retrobem a la Sonata per a flauta dolça op. 1, núm. 2 i en el Utrecht Te Deum en l'ària "Vouchsafe, O Lord". A Agrippina hi ha l'ària de la protagonista, "Non ho che cor amarti" que és una adaptació de "Se la morte no vorrà".

## Estructura

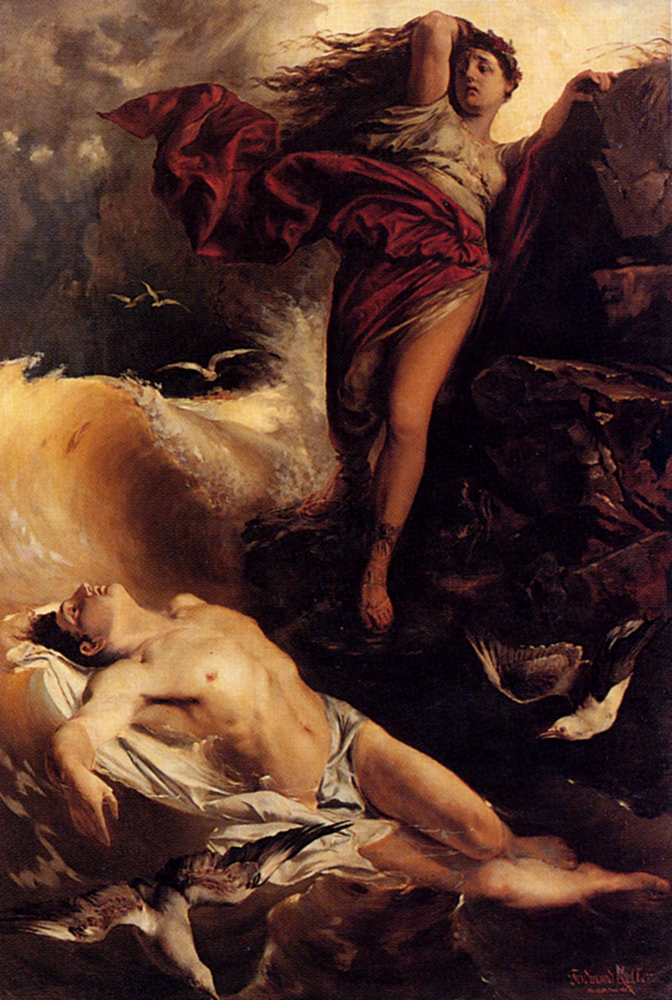
Hero i Leandre, obra de Ferdinand Keller.

- Qual ti reveggio, oh Dio (Recitatiu)
- Empio mare (Ària)
- Amor, che ascoso (Recitatiu)
- Se la morte non vorrà (Ària)
- Questi dalla mia fronte (Recitatiu)
- Si muora (Ària)
- Ecco, gelide labbra (Recitatiu)[13]